# 1989 AW5
1989 AW5 är en asteroid i huvudbältet som upptäcktes den 4 januari 1989 av den australiensiske astronomen Robert H. McNaught vid Siding Spring-observatoriet.
Asteroiden har en diameter på ungefär 4 kilometer.